# Sors Tamás
Sors Tamás (Pécs, 1991. december 21. –) világcsúcstartó, többszörös paralimpiai, világ- és Európa-bajnok magyar úszó.

## Sportpályafutása
2001 óta az ANK Úszóklub úszója. 2002-ben már gyermekversenyeken, később hazai és nemzetközi felnőttversenyeken is sikereket ért el pillangó, gyors és vegyes számokban is. 2006-ban a durbani világbajnokságon világcsúcs közeli idővel szerzett érmet, 2007-ben 100 m pillangón úszott világcsúcsot.
A 2008. évi nyári paralimpiai játékokon Pekingben a magyar csapat egyetlen aranyérmese volt.
A 2012-es játékokon 100 m pillangóúszásban ismét aranyérmet szerzett Londonban, emellett bejutott a 100 méteres hátúszás döntőjébe. A 400 méteres gyorsúszásban ezüstérmet szerzett.
A 2016. évi nyári paralimpiai játékokon 200 méteres vegyesúszásban ezüst-, míg 100 méter pillangón bronzérmet nyert.
A 2017-es mexikóvárosi paraúszó világbajnokságon 50 méteres gyorsúszásban 7. helyen zárt, 100 méteres gyorsúszásban pedig 10. helyen végzett. 
2017 decemberében beválasztották a Nemzetközi Paraúszó Sportolói Tanácsadó Testületbe.
2018-ban visszavonult.

## Díjai, elismerései
- A Magyar Köztársasági Érdemrend Tisztikeresztje (polgári tagozat) (2008)
- Pro Communitate díj (2008)[9]
- Junior Prima díj (2010)
- A Magyar Érdemrend középkeresztje (2012)
- Az év magyar férfi parasportolója választás második helyezett (2012)
- A Magyar Érdemrend középkeresztje a csillaggal (2016)
- Az Év Egyetemi Sportolója (2016)[10]
- A magyar úszósport halhatatlanja (2024)[11]

## Egyetem
A Pécsi Tudományegyetem Állam és Jogtudomány karán szerzett jogi diplomát.